# Atharvaa Murali

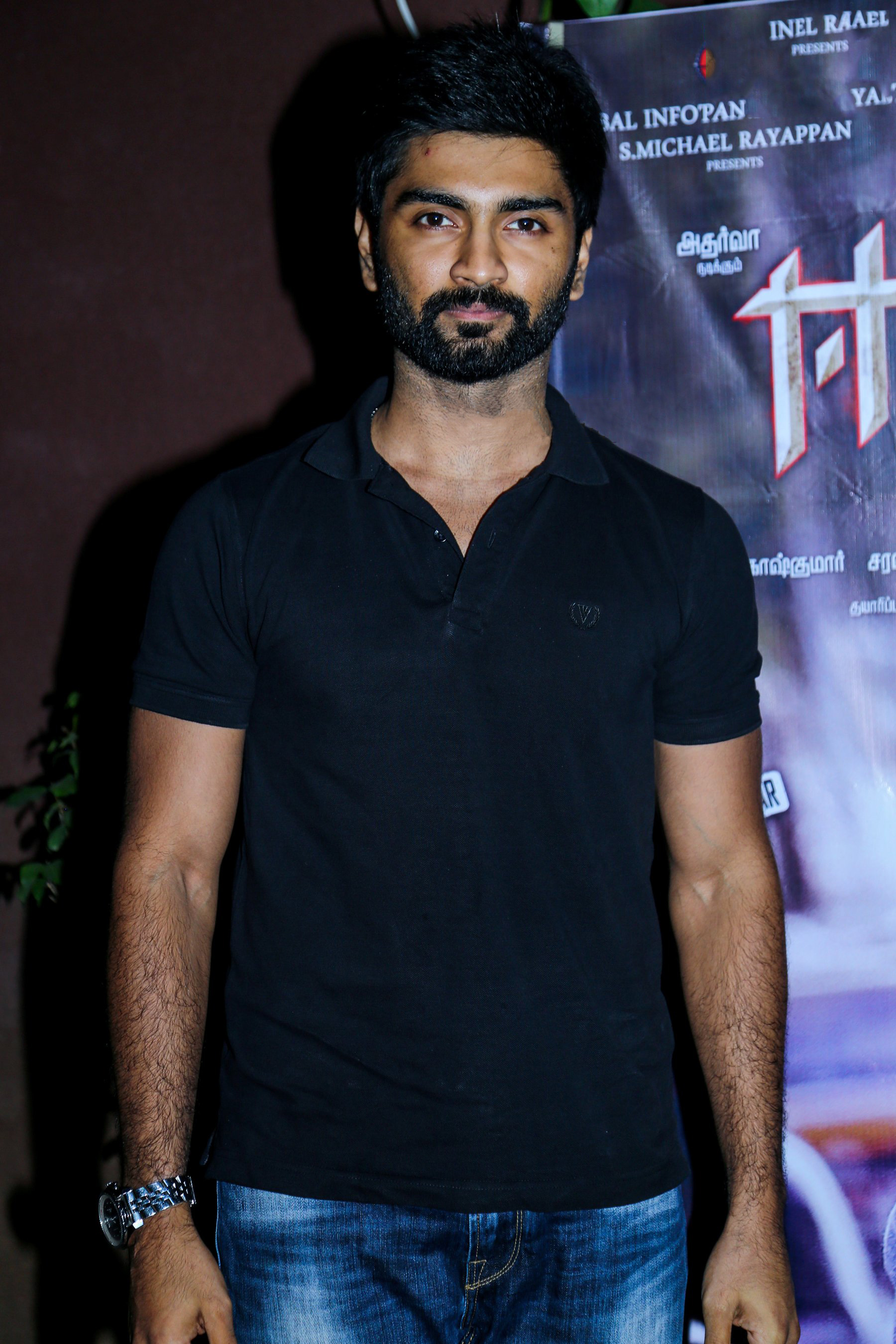
Atharvaa Murali, 2015

Atharvaa Murali, auch nur Atharvaa (Tamil அதர்வா முரளி; * 7. Mai 1989 in Chennai, Tamil Nadu, Indien), ist ein tamilischer Schauspieler.

## Leben
Atharvaa wurde als zweites von drei Kindern geboren. Er hat eine ältere Schwester (Kavya) und einen jüngeren Bruder (Aakash). Sein Vater, Murali Siddalingaiah Dhanalakshmi, war wie auch sein Großvater, S. Siddalingaiah, ein berühmter Schauspieler. Nach seinem erfolgreichen Schulabschluss entschloss er sich für eine Karriere als Schauspieler.

## Karriere
Im Jahr 2009 bekam er die Chance im Film Baana Kaathadi, von Sathya Jyothi Films mit Regisseur Badri Venkatesh, die Hauptrolle zu spielen. 2010 wurde er mit dem Edison Award für den besten Jung-Schauspieler ausgezeichnet. Nachdem im Jahr 2010 sein Vater plötzlich verstorben war, nahm er eine Auszeit, um bei seiner Familie zu sein.
Ein Jahr später kontaktierte der tamilische Regisseur Gautham Menon Atharvaa für ein Angebot. Arthavaa spielte daraufhin die Hauptrolle im Romantik-Thriller Film Muppozhudhum Un Karpanaigal. Der Film wie auch seine Schauspielerische Leistung erhielten sehr gute Kritik. Seinen größten Erfolg erhielt er mit dem Film Paradesi unter Filmdirektor Bala Subramanian. Er erhielt einige Auszeichnungen, darunter Filmfare Award for Best Actor – Tamil. Der letzte große Film, in dem er die Hauptrolle spielte, ist Chandi Veeran (deutsch: "ländlicher Held") aus dem Jahr 2015.
In 2016 gab er bekannt sein eigenes Film Studio unter dem Namen Kickass Entertainment gegründet zu haben. Kurz darauf wurde bekanntgegeben, dass bereit der erste Film in Bearbeitung sei. Regisseur ist Badri Venkatesh, der ihn schon seit 2009 unterstützte.